# Diocèse de Barinas
Le diocèse de Barinas (en latin : Diœcesis Barinensis ; en espagnol : Diócesis de Barinas) est un diocèse de l'Église catholique au Venezuela, suffragant de l'archidiocèse de Mérida.

## Territoire

Carte des diocèses du Venezuela avec le diocèse de Barinas en rouge

Le diocèse est situé dans l'État de Barinas et possède un territoire de 32980 km2 avec 45 paroisses regroupés en 8 archidiaconés. Le siège épiscopal est à Barinas où se trouve la cathédrale Notre Dame del Pilar. 

## Histoire
Le diocèse est érigé le 23 juillet 1965 par la bulle Apostolicum munus du pape Paul VI en prenant sur le territoire de l'archidiocèse de Calabozo et de l'archidiocèse de Mérida.

## Évêques
- Rafael Ángel González Ramírez (1965-1992)
- Antonio José López Castillo (1992-2001), nommé archevêque de Calabozo
- Ramón Antonio Linares Sandoval (2002-2013)
- José Luis Azuaje Ayala (2013-2018), nommé archevêque de Maracaibo
- Jesús Alfonso Guerrero Contreras (depuis le 21 décembre 2018)

## Sources
- http://www.catholic-hierarchy.org